# Modro-zelená infrastruktura

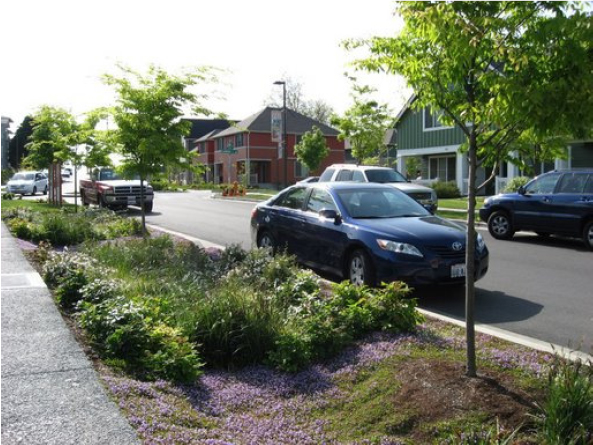
Zasakovací travnatý pás podél ulice v americkém Seattlu

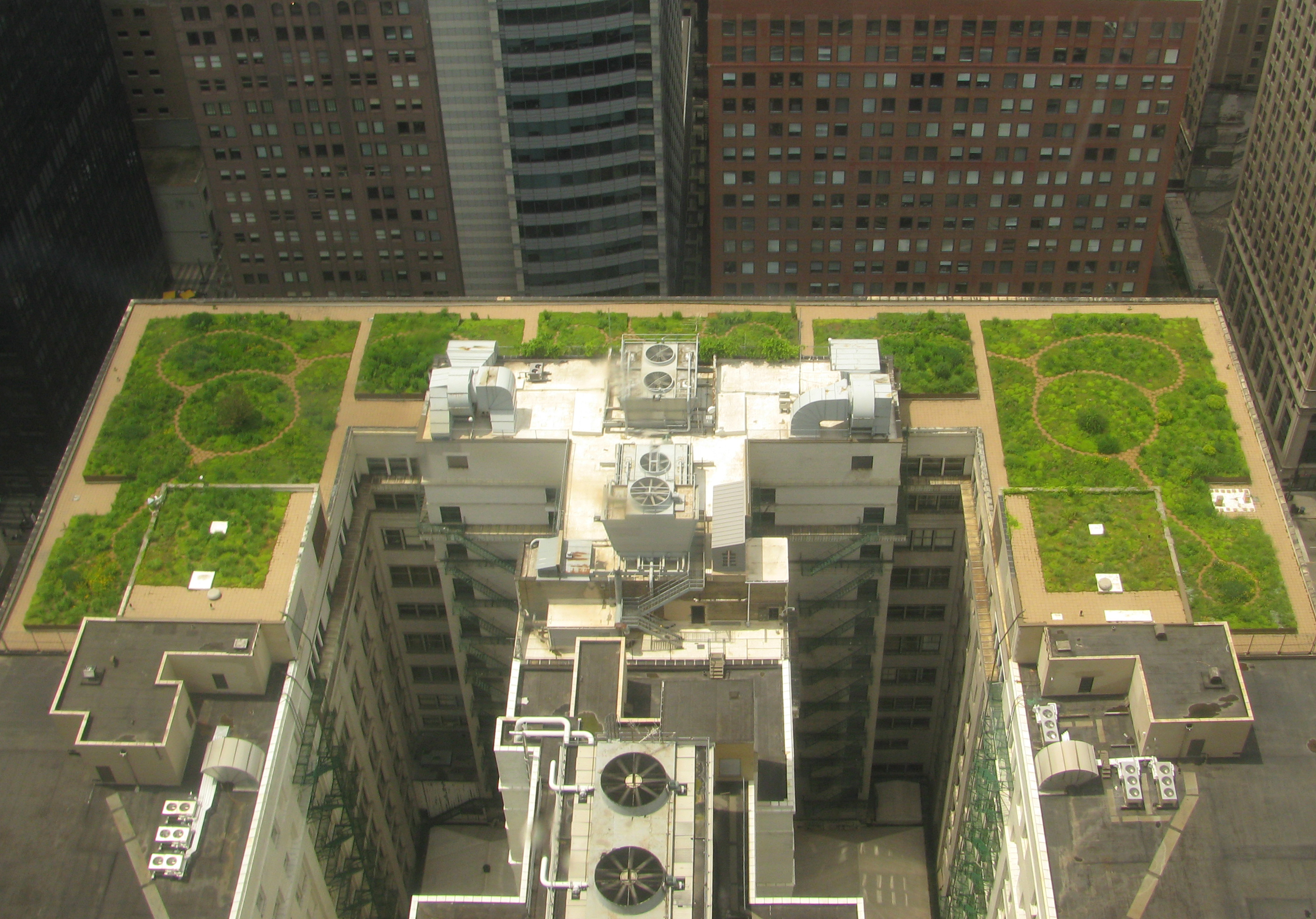
Zelená střecha na budově radnice v Chicagu

Modro-zelená infrastruktura či jen zelená infrastruktura je síť prvků budovaných v harmonii s přírodou nejčastěji ve městech pro řešení urbanistických a klimatických problémů spadající pod urbánní ekologii. Tato infrastruktura zahrnuje vodní prvky pro zachytávání dešťové vody či její čištění. Spolu se zelenými prvky, tedy flórou, pak dokáže zvýšit biodiverzitu, kvalitu půdy a stav podzemní vody, omezit znečištění ovzduší a erozi, ušetřit energie, zmírnit mikroklima, omezit přehřívání či zmírnit riziko přívalových povodní. Efektem více zeleně a vodních prvků je také pozitivní vliv na duševní a fyzický stav člověka.
Příkladem prvků modro-zelené infrastruktury jsou zelené střechy nebo zelené stěny, které zvyšují energetickou efektivnost staveb, slouží jako přírodní chlazení a podporují zadržování vody. Mimo budovy, např. ve veřejných prostorech a na ulicích jsou to prvky jako prosakovací dlažba, zatravňovací tvárnice, travnaté pásy, průlehy, stromořadí nebo dešťové zahrady.